# 林民生
林 民生（はやし たみお、1948年（昭和23年）2月16日 - ）は、日本の有機化学者。専門は、有機金属化学・有機合成化学。学位は、工学博士（京都大学・1975年）。京都大学名誉教授。シンガポール国立大学教授。
学生時代は熊田誠に師事。遷移金属錯体触媒反応の開発、高立体選択性触媒的不斉合成を目指し、光学活性遷移金属錯体触媒の研究をしている。ロジウム触媒やパラジウム触媒を用いた研究が多い。

## 略歴
- 1970年 京都大学工学部合成化学科卒業（有機金属化学）
- 1975年
  - 京都大学大学院工学研究科合成化学専攻博士課程修了
  - 京都大学工学部合成化学科助手
- 1978年 コロラド州立大学 (Hegedus, 1977-78) 博士研究員
- 1989年 北海道大学触媒化学研究センター教授
- 1994年 京都大学大学院理学研究科化学専攻教授（有機化学講座）
- 2012年 シンガポール国立大学教授

## 受賞歴
- 1983年 有機合成化学奨励賞.
- 1991年 日本IBM科学賞
- 2002年 日本化学会賞
- 2007年 野依賞
- 2010年 Foundation Lectureship Award in Organic Chemistry, Federation of Asian Chemical Societies

## 叙位・叙勲
- 2010年 紫綬褒章[2]
- 2021年 瑞宝中綬章[3][4]